# Nicu Spiridon
Nicu Spiridon (n. 11 iunie 1957) este un fost deputat român în legislatura 2000-2004, ales în județul Vâlcea pe listele partidului PSD. În cadrul activității sale parlamentare, Nicu Spiridon a fost membru în grupurile parlamentare de prietenie cu Republica Armenia și Regatul Unit al Marii Britanii și Irlandei de Nord.

## Legături externe
- Nicu Spiridon Arhivat în 4 martie 2024, la Wayback Machine. la cdep.ro